# 자귀풀
자귀풀은 아시아, 아프리카, 오스트레일리아 등에 널리 분포하는 한해살이풀로 줄기는 원기둥형이고 연질이며 가운데가 비어 있고 가지가 갈라지며 높이 50-80cm이다. 잎은 어긋나고 잎자루가 짧으며 20-30쌍의 작은잎으로 구성된 1회 우상복엽이다. 턱잎은 난형 또는 피침형이고 끝이 뾰족하며 약간 윗부분에 달린다. 꽃은 7월에 황색으로 피며 잎겨드랑이에 총상꽃차례로 달린다. 포는 턱잎과 비슷하지만 좀 더 작고, 소포는 꽃받침 밑부분에 달린다. 꽃받침은 밑부분에서 2개로 갈라지고 막질이며, 꼬투리는 편평한 선형이며 길이는 3-5cm인데, 6-8개의 마디가 있다. 열매가 익으면 마디 사이의 양쪽에 주름이 생기며, 각 마디에 1개의 종자가 나온다.